# Heras disjunctus
Heras disjunctus är en fjärilsart som beskrevs av Heinrich 1956. Heras disjunctus ingår i släktet Heras och familjen mott. Inga underarter finns listade i Catalogue of Life.